# شهرستان صندوق‌تاو
شهرستان صندوق‌تاو یا شهرستان صندوق‌داغ (به قزاقی: Сандықтау ауданы، ساندىقتاۋ اۋدانى) یک شهرستان در قزاقستان است که در استان آق‌مولا واقع شده‌است.

## خصوصیات
شهرستان صندوق‌تاو ۶٬۴۰۰ کیلومترمربع مساحت و ۲۰٬۳۱۱ نفر جمعیت دارد.